# レオポルド・ド・ロスチャイルド
レオポルド・ライオネル・ド・ロスチャイルド（英: Leopold Lionel de Rothschild, CVO、1845年11月22日 - 1917年5月29日）は、イギリスの銀行家、馬主、慈善家。
英国ロスチャイルド家の庶流の一人で、彼から多くの庶流が生まれる。愛称はレオ。

## 経歴
1845年にロンドン・ロスチャイルド家第2代当主ライオネル・ド・ロスチャイルドの三男としてロンドンで生まれる。母はナポリ家の祖カール・マイアー・フォン・ロートシルトの娘シャルロッテ。長兄にナサニエル、次兄にアルフレッド・チャールズがいる。
兄二人と同じくケンブリッジ大学トリニティ・カレッジに入学した。同大学在学中の1850年代に皇太子バーティと親密な関係になる。1870年にマスター・オブ・アーツの学位を取得した。
1879年に父ライオネルが死去すると、兄二人とともにN・M・ロスチャイルド&サンズの共同経営者となった。気の優しいレオは三兄弟の中でも社員から一番人望があったという。
シティ・オブ・ロンドン総督やバッキンガムシャーの治安判事、副統監なども務めた。
レオは4つの邸宅（ハウンズロー・ロンドン特別区ガナーズベリー・パーク近くの邸宅、シティ・オブ・ウェストミンスター地区のハミルトン・プレイス5番地の邸宅、ニューマーケット競馬場近くの邸宅、アスコットの邸宅）を所有していた。
アスコットに隣接するサウスコートにある種馬飼育場を叔父メイヤーから相続していたレオは、競馬に熱心だった。1879年と1909年の二度のダービーで彼の持ち馬が優勝している。また1896年のダービーは彼の持ち馬「セント・フラスキン（St Frusquin）」が最有力だったが、皇太子バーティの無名の持ち馬「パーシモン」が優勝した。ちょうど皇太子が女性問題で人気を落としており、世間の喝采を得られるような功績を必要としていた時期だったため、このレースにパーシモンが勝利したのは友人の苦しい立場に同情したレオの配慮によるものではないかとも言われる。
1902年にロイヤル・ヴィクトリア勲章コマンダー章（CVO）を受章した。1912年3月にはセント・スウィッシン・レーンで精神異常者の暴漢ウィリアム・テビット（以前レオが世話をした男だった）からピストルによる狙撃を受けたが、未遂で済んだ。
1917年5月29日に死去。71歳だった。1915年には長兄ナサニエル、1918年には次兄アルフレッドも死去している。いずれも第一次世界大戦中のことである。大戦中は税制が変更されており、相続税が莫大になっている時期だった。そのような時期にロスチャイルド家三兄弟が相次いで死去したことが英国ロスチャイルド家の衰退につながった。
三兄弟の死後、N・M・ロスチャイルド&サンズの銀行業は長兄ナサニエルの次男チャールズが継いだものの、彼は病弱だったため、まもなく退任し、レオポルドの息子であるライオネルとアンソニーの兄弟が経営を主導するようになった。

## 人物
長兄のナサニエルは貴族的な傲岸不遜さがあったというが、レオポルドは気さくで親切な人物だったという。
熱心な慈善活動家でもあり、特に子供好きのレオポルドは子供絡みの慈善活動に惜しみなく金を出した。ロスチャイルド家に慈善活動のパトロンになって欲しいが、ぶっきらぼうな長兄ナサニエル、変わり者の次兄アルフレッドに相談しにくいという慈善活動家はほとんどの場合、天真爛漫なレオポルドのところへ相談に行ったという。理由は不明だが、寒い日は特にレオポルドの機嫌がよかったらしく、気前よく寄付してくれたという。
また競馬でカップを取ると彼は大喜びしてその賞金の数倍のお金をお祝いとして支出したが、その時もレオポルドが慈善活動に惜しみなく金を出す時であった。彼の馬が優勝するとどこかの病院に病棟が建つといったことも稀ではなかったという。
セシル・ロスは、レオポルドについて「貴方のような人は地球上にほとんどいない。お金を持った天使だもの」という詩を残した。

## 家族
1881年1月19日にロンドンの中央シナゴーグでマリー・ペルージャ（トリエステのアキッレ・ペルージャの娘）と結婚した。結婚式には友人である皇太子バーティも出席した。英国皇太子がユダヤ人の式典に出席したのは英国史上初めてのことであった。マリーとの間に以下の3子を儲けた。
- 第1子（長男）ライオネル・ネイサン（1882年-1942年）： 英国ロスチャイルド家の銀行業を継承[10]。
- 第2子（次男）エヴェリン・アシル（1886年-1917年）： 第一次世界大戦で戦死[12]。
- 第3子（三男）アンソニー・グスタフ（1887年-1961年）： 英国ロスチャイルド家の銀行業を継承[10]。